# Quinto Emilio Lépido
Quinto Emilio Lépido (en latín, Quintus Aemilius Lepidus (¿Barbula?); n. antes de 60 a. C. - f. después de 15 a. C.) fue un senador de la República romana tardía y de la época de Augusto, que provenía de la gens patricia Emilia.

## Familia
Su padre fue Manio Emilio Lépido, cónsul en 66 a. C. y, según Apiano, tras la muerte de César, estuvo de parte del triunvirato en las guerras civiles romanas

## Carrera política
En 15 a. C. fue procónsul de la provincia romana de Asia.